# Lista siturilor arheologice din județul Tulcea - N
Lista siturilor arheologice din județul Tulcea - N conține toate siturile arheologice din județul Tulcea înscrise în Repertoriul Arheologic Național (RAN) și aflate în localități al căror nume începe cu litera N. RAN este administrat de Ministerul Culturii și Patrimoniului Național și cuprinde date științifice, cartografice, topografice, imagini și planuri, precum și orice alte informații privitoare la zonele cu potențial arheologic, studiate sau nu, încă existente sau dispărute.
Puteți căuta un sit din localitățile care încep cu litera N folosind formularul de mai jos sau puteți naviga prin toate siturile din județ la Lista siturilor arheologice din județul Tulcea.
| Cod RAN                                   | Denumire | Localitate                      | Adresă                                                          | Datare                            | Descoperit | Coordonate | Imagine           | Erori            |
| ----------------------------------------- | --- | ------------------------------- | --------------------------------------------------------------- | --------------------------------- | ---------- | ---------- | ----------------- | ---------------- |
| 161008.01.01 (Cod LMI: TL-I-s-B-05850)    | Așezarea romană de la Nalbant-la cca. 2 km NE de sat / ansamblu anonim (Categorie: locuire civilă) (Tip: Așezare)                                                              | sat Nalbant, comuna Nalbant     | cca. 2 km NE de sat                                             |                                   |            |            | Încărcați imagine | Raportați eroare |
| 161008.02.01 (Cod LMI: TL-I-s-B-05851)    | Așezarea rurală de epocă romană de la Nalbant-la marginea de est a satului / ansamblu anonim (Categorie: locuire civilă) (Tip: Așezare rurală)                                 | sat Nalbant, comuna Nalbant     | la marginea de est a satului                                    |                                   |            |            | Încărcați imagine | Raportați eroare |
| 161008.03.01 (Cod LMI: TL-I-s-B-05852)    | Așezarea Latene de la Nalbant-la 200 m SE de sat / ansamblu anonim (Categorie: locuire civilă) (Tip: Așezare rurală)                                                           | sat Nalbant, comuna Nalbant     | la 200 m SE de sat                                              | geto-dacică                       |            |            | Încărcați imagine | Raportați eroare |
| 161008.04.01 (Cod LMI: TL-I-s-B-05853)    | Așezarea Latene de la Nalbant-vatra satului / ansamblu anonim (Categorie: locuire civilă) (Tip: Așezare)                                                                       | sat Nalbant, comuna Nalbant     | vatra satului                                                   | geto-dacică sec. III - II a. Chr. |            |            | Încărcați imagine | Raportați eroare |
| 161008.06.01 (Cod LMI: TL-I-s-B-05855)    | Tumulii de la Nalbant-la 2 km V-SV de sat / ansamblu anonim (Categorie: descoperire funerară) (Tip: Grup de tumuli)                                                            | sat Nalbant, comuna Nalbant     | la 2 km V-SV de sat                                             |                                   |            |            | Încărcați imagine | Raportați eroare |
| 161044.01.01 (Cod LMI: TL-I-s-B-05856)    | Valul de la Niculitel - "Troianul" / ansamblu anonim (Categorie: fortificație) (Tip: Val)                                                                                      | sat Niculițel, comuna Niculițel | Troianul                                                        |                                   |            |            | Încărcați imagine | Raportați eroare |
| 161044.02.01 (Cod LMI: TL-I-s-B-05857)    | Villa rustica de la Niculițel - "Valea Capaclia" / ansamblu anonim (Categorie: locuire civilă) (Tip: Villa rustica)                                                            | sat Niculițel, comuna Niculițel | Valea Capaclia                                                  | romană                            |            |            | Încărcați imagine | Raportați eroare |
| 161044.03.01 (Cod LMI: TL-I-s-B-05858)    | Așezarea romană de la Niculițel - Mănăstirea Saun / ansamblu anonim (Categorie: locuire civilă) (Tip: Așezare)                                                                 | sat Niculițel, comuna Niculițel | Mănăstirea Saun                                                 |                                   |            |            | Încărcați imagine | Raportați eroare |
| 161044.04.01 (Cod LMI: TL-I-m-B-05859.03) | Situl arheologic de la Niculițel - "Ceairul lui Iancu" / ansamblu anonim (Categorie: locuire) (Tip: Așezare)                                                                   | sat Niculițel, comuna Niculițel | Ceairul lui Iancu                                               | geto-dacică                       |            |            | Încărcați imagine | Raportați eroare |
| 161044.04.02 (Cod LMI: TL-I-m-B-05859.02) | Situl arheologic de la Niculițel - "Ceairul lui Iancu" / ansamblu anonim (Categorie: locuire) (Tip: Așezare)                                                                   | sat Niculițel, comuna Niculițel | Ceairul lui Iancu                                               |                                   |            |            | Încărcați imagine | Raportați eroare |
| 161044.04.03 (Cod LMI: TL-I-m-B-05859.01) | Situl arheologic de la Niculițel - "Ceairul lui Iancu" / ansamblu anonim (Categorie: locuire) (Tip: Așezare)                                                                   | sat Niculițel, comuna Niculițel | Ceairul lui Iancu                                               |                                   |            |            | Încărcați imagine | Raportați eroare |
| 161044.05.01 (Cod LMI: TL-I-m-B-05860.01) | Situl arheologic de la Niculițel - "Cetățuie" / ansamblu anonim (Categorie: locuire) (Tip: Așezare)                                                                            | sat Niculițel, comuna Niculițel | Cetățuie                                                        |                                   |            |            | Încărcați imagine | Raportați eroare |
| 161044.05.02 (Cod LMI: TL-I-s-B-05860)    | Situl arheologic de la Niculițel - "Cetățuie" / ansamblu Biserica treflată de pe deal (Categorie: locuire) (Tip: Biserică)                                                     | sat Niculițel, comuna Niculițel | Cetățuie                                                        | sec. XI - XII                     |            |            | Încărcați imagine | Raportați eroare |
| 161044.05.03 (Cod LMI: TL-I-s-B-05860)    | Situl arheologic de la Niculițel - "Cetățuie" / ansamblu anonim (Categorie: locuire) (Tip: Val de pământ)                                                                      | sat Niculițel, comuna Niculițel | Cetățuie                                                        |                                   |            |            | Încărcați imagine | Raportați eroare |
| 161044.06.01 (Cod LMI: TL-I-s-B-05861)    | Villa rustica de la Niculițel - "Gurgoaia" / ansamblu anonim (Categorie: locuire civilă) (Tip: Villa rustica)                                                                  | sat Niculițel, comuna Niculițel | Gurgoaia                                                        | romană sec. II - III              |            |            | Încărcați imagine | Raportați eroare |
| 161044.07.01                              | Basilica paleo-creștină de la Niculițel - "La Plăcintă" / ansamblu Basilica paleocreștină cu martyrion (Categorie: structură de cult/religioasă) (Tip: Basilica paleocreștină) | sat Niculițel, comuna Niculițel | Str. Cocoșului, punct La Plăcintă                               | sec. IV - VI                      |            |            | Încărcați imagine | Raportați eroare |
| 161062.06.01 (Cod LMI: TL-I-s-B-05863)    | Mănăstirea Taița de la Nifon / ansamblu Complexe meșteșugărești (Categorie: structură de cult/religioasă) (Tip: Cuptor de ars ceramica)                                        | sat Nifon, comuna Hamcearca     |                                                                 |                                   |            |            | Încărcați imagine | Raportați eroare |
| 160519.01.01 (Cod LMI: TL-I-s-B-05863)    | Mănăstirea Taița de la Nifon / ansamblu Mănăstirea Taița (Categorie: structură de cult/religioasă) (Tip: Mănăstire)                                                            | sat Nifon, comuna Hamcearca     |                                                                 | sec. XVII - XVIII                 |            |            | Încărcați imagine | Raportați eroare |
| 161062.01.01                              | Situl arheologic de la Nufăru-vatra satului / ansamblu anonim (Categorie: locuire) (Tip: Locuire)                                                                              | sat Nufăru, comuna Nufăru       | vatra satului                                                   | Gumelnița                         |            |            | Încărcați imagine | Raportați eroare |
| 161062.01.02 (Cod LMI: TL-I-m-A-05864.05) | Situl arheologic de la Nufăru-vatra satului / ansamblu anonim (Categorie: locuire) (Tip: așezare)                                                                              | sat Nufăru, comuna Nufăru       | vatra satului                                                   | geto-dacică sec. V - IV a. Chr.   |            |            | Încărcați imagine | Raportați eroare |
| 161062.01.03                              | Situl arheologic de la Nufăru-vatra satului / ansamblu anonim (Categorie: locuire) (Tip: așezare)                                                                              | sat Nufăru, comuna Nufăru       | vatra satului                                                   | sec. II-IV                        |            |            | Încărcați imagine | Raportați eroare |
| 161062.01.04                              | Situl arheologic de la Nufăru-vatra satului / ansamblu Cetatea Prislav (Categorie: locuire) (Tip: Așezare fortificată)                                                         | sat Nufăru, comuna Nufăru       | vatra satului                                                   | sec. X-XIV                        |            |            | Încărcați imagine | Raportați eroare |
| 161062.01.05 (Cod LMI: TL-I-m-A-05864.02) | Situl arheologic de la Nufăru-vatra satului / ansamblu anonim (Categorie: locuire) (Tip: Necropolă)                                                                            | sat Nufăru, comuna Nufăru       | vatra satului                                                   | sec. XI-XII                       |            |            | Încărcați imagine | Raportați eroare |
| 161062.01.06 (Cod LMI: TL-I-m-A-05864.03) | Situl arheologic de la Nufăru-vatra satului / ansamblu anonim (Categorie: locuire) (Tip: așezare fortificată)                                                                  | sat Nufăru, comuna Nufăru       | vatra satului                                                   | sec. IV - VI                      |            |            | Încărcați imagine | Raportați eroare |
| 161062.02.01 (Cod LMI: TL-I-s-B-05865)    | Așezarea medievală de la Nufăru-la cca. 1 km SE de sat / ansamblu anonim (Categorie: locuire civilă) (Tip: Așezare)                                                            | sat Nufăru, comuna Nufăru       | cca. 1 km SE de sat                                             | sec. XI - XII                     |            |            | Încărcați imagine | Raportați eroare |
| 161062.03.01 (Cod LMI: TL-I-m-B-05866.02) | Situl arheologic de la Nufăru-la cca. 1,5 km SE de sat / ansamblu anonim (Categorie: locuire) (Tip: Așezare)                                                                   | sat Nufăru, comuna Nufăru       | cca. 1,5 km SE de sat                                           | geto-dacică sec. IV - I a. Chr.   |            |            | Încărcați imagine | Raportați eroare |
| 161062.03.02 (Cod LMI: TL-I-m-B-05866.01) | Situl arheologic de la Nufăru-la cca. 1,5 km SE de sat / ansamblu anonim (Categorie: locuire) (Tip: Așezare)                                                                   | sat Nufăru, comuna Nufăru       | cca. 1,5 km SE de sat                                           | sec. II-III                       |            |            | Încărcați imagine | Raportați eroare |
| 161062.04.01 (Cod LMI: TL-I-m-B-05867.02) | Situl arheologic de la Nufăru-la cca. 1,8 km S de sat / ansamblu anonim (Categorie: locuire) (Tip: Locuire)                                                                    | sat Nufăru, comuna Nufăru       | cca. 1,8 km S de sat                                            | geto-dacică sec. IV - II a. Chr.  |            |            | Încărcați imagine | Raportați eroare |
| 161062.04.02 (Cod LMI: TL-I-m-B-05867.01) | Situl arheologic de la Nufăru-la cca. 1,8 km S de sat / ansamblu anonim (Categorie: locuire) (Tip: Așezare)                                                                    | sat Nufăru, comuna Nufăru       | cca. 1,8 km S de sat                                            | sec. X-XI                         |            |            | Încărcați imagine | Raportați eroare |
| 161062.05.01 (Cod LMI: TL-I-m-B-05868.02) | Situl arheologic de la Nufăru - "Dealul Curcuz" / ansamblu anonim (Categorie: locuire) (Tip: Așezare)                                                                          | sat Nufăru, comuna Nufăru       | Dealul Curcuz                                                   | geto-dacică sec. IV - III a. Chr. |            |            | Încărcați imagine | Raportați eroare |
| 161062.05.02 (Cod LMI: TL-I-m-B-05868.01) | Situl arheologic de la Nufăru - "Dealul Curcuz" / ansamblu anonim (Categorie: locuire) (Tip: Așezare)                                                                          | sat Nufăru, comuna Nufăru       | Dealul Curcuz                                                   | sec. XI                           |            |            | Încărcați imagine | Raportați eroare |
| 161062.06 (Cod LMI: TL-I-s-B-05869)       | Cuptoarele de olar de la Nufăru / ansamblu anonim (Categorie: construcție) | sat Nufăru, comuna Nufăru       |                                                                 |                                   |            |            | Încărcați imagine | Raportați eroare |
| 161062.07.01 (Cod LMI: TL-I-m-B-05870.02) | Situl arheologic de la Nufăru-în partea de sud a satului / ansamblu anonim (Categorie: locuire civilă) (Tip: Așezare)                                                          | sat Nufăru, comuna Nufăru       | În partea de sud a satului                                      | geto-dacică sec. III - I a. Chr.  |            |            | Încărcați imagine | Raportați eroare |
| 161062.07.02 (Cod LMI: TL-I-m-B-05870.01) | Situl arheologic de la Nufăru-în partea de sud a satului / ansamblu anonim (Categorie: locuire civilă) (Tip: Așezare)                                                          | sat Nufăru, comuna Nufăru       | În partea de sud a satului                                      | sec. X-XII                        |            |            | Încărcați imagine | Raportați eroare |
| 161062.08.01 (Cod LMI: TL-I-s-B-05871)    | Necropola medievală de la Nufăru-la sud de sat / ansamblu anonim (Categorie: descoperire funerară) (Tip: Necropolă de inhumație)                                               | sat Nufăru, comuna Nufăru       | la sud de sat                                                   | sec. XI                           |            |            | Încărcați imagine | Raportați eroare |
| 161062.10.01                              | Situl arheologic de la Nufăru - "proprietatea A. Petre" / ansamblu anonim (Categorie: locuire civilă) (Tip: Locuințe și amenajări gospodărești)                                | sat Nufăru, comuna Nufăru       | str. Arheologiei, str. Bisericii, str. Turnului, punct A. Petre | sec. X-XI                         |            |            | Încărcați imagine | Raportați eroare |
| 161062.10.02                              | Situl arheologic de la Nufăru - "proprietatea A. Petre" / ansamblu anonim (Categorie: locuire civilă) (Tip: Locuințe și amenajări gospodărești)                                | sat Nufăru, comuna Nufăru       | str. Arheologiei, str. Bisericii, str. Turnului, punct A. Petre |                                   |            |            | Încărcați imagine | Raportați eroare |
| 161062.10.03                              | Situl arheologic de la Nufăru - "proprietatea A. Petre" / ansamblu anonim (Categorie: locuire civilă) (Tip: Locuințe și amenajări gospodărești)                                | sat Nufăru, comuna Nufăru       | str. Arheologiei, str. Bisericii, str. Turnului, punct A. Petre |                                   |            |            | Încărcați imagine | Raportați eroare |
| 161062.10.04                              | Situl arheologic de la Nufăru - "proprietatea A. Petre" / ansamblu anonim (Categorie: locuire civilă) (Tip: Locuințe și amenajări gospodărești)                                | sat Nufăru, comuna Nufăru       | str. Arheologiei, str. Bisericii, str. Turnului, punct A. Petre |                                   |            |            | Încărcați imagine | Raportați eroare |
| 161062.11.01                              | Cetatea bizantină de la Nufăru - "proprietatea M.L. Dumitrescu" / ansamblu anonim (Categorie: locuire civilă) (Tip: Cetate)                                                    | sat Nufăru, comuna Nufăru       | proprietatea M. L. Dumitrescu                                   | sec. XI                           |            |            | Încărcați imagine | Raportați eroare |
| 161062.11.02                              | Cetatea bizantină de la Nufăru - "proprietatea M.L. Dumitrescu" / ansamblu anonim (Categorie: locuire civilă) (Tip: Cetate)                                                    | sat Nufăru, comuna Nufăru       | proprietatea M. L. Dumitrescu                                   | sec. XII-XIII                     |            |            | Încărcați imagine | Raportați eroare |
| 161062.12.01                              | Cetatea bizantină de la Nufăru - "proprietatea I. Rubanschi" / ansamblu anonim (Categorie: locuire civilă) (Tip: Așezare)                                                      | sat Nufăru, comuna Nufăru       | I. Rubanschi                                                    | sec. X-XI                         |            |            | Încărcați imagine | Raportați eroare |
| 161062.12.02                              | Cetatea bizantină de la Nufăru - "proprietatea I. Rubanschi" / ansamblu anonim (Categorie: locuire civilă) (Tip: Așezare)                                                      | sat Nufăru, comuna Nufăru       | I. Rubanschi                                                    | sec. XII-XIII                     |            |            | Încărcați imagine | Raportați eroare |
| 161044.09                                 | Tezaurul de la Niculițel / ansamblu anonim (Categorie: neprecizată) | sat Niculițel, comuna Niculițel |                                                                 |                                   | 1937       |            | Încărcați imagine | Raportați eroare |
| 161044.12                                 | | sat Niculițel, comuna Niculițel |                                                                 |                                   |            |            | Încărcați imagine | Raportați eroare |
| 161044.08.01                              | Situl arheologic de la Niculițel - "Cornet" / ansamblu anonim (Categorie: locuire civilă) (Tip: Așezare)                                                                       | sat Niculițel, comuna Niculițel | Cornet                                                          | Coslogeni                         | 1998       |            | Încărcați imagine | Raportați eroare |
| 161044.08.02                              | Situl arheologic de la Niculițel - "Cornet" / ansamblu anonim (Categorie: locuire civilă) (Tip: Așezare)                                                                       | sat Niculițel, comuna Niculițel | Cornet                                                          | Babadag                           | 1998       |            | Încărcați imagine | Raportați eroare |
| 161044.08.03                              | Situl arheologic de la Niculițel - "Cornet" / ansamblu anonim (Categorie: locuire civilă) (Tip: Așezare)                                                                       | sat Niculițel, comuna Niculițel | Cornet                                                          |                                   | 1998       |            | Încărcați imagine | Raportați eroare |
| 161062.09.01                              | Cetatea bizantină de la Nufăru - "Trecere bac" / ansamblu anonim (Categorie: locuire civilă) (Tip: Cetate)                                                                     | sat Nufăru, comuna Nufăru       | proprietatea Toader Ene, punct Trecere Bac                      | sec.X-XIII                        | 1978       |            | Încărcați imagine | Raportați eroare |
| 161062.09.02                              | Cetatea bizantină de la Nufăru - "Trecere bac" / ansamblu anonim (Categorie: locuire civilă) (Tip: necropola)                                                                  | sat Nufăru, comuna Nufăru       | proprietatea Toader Ene, punct Trecere Bac                      | sec. XI-XIII                      | 1978       |            | Încărcați imagine | Raportați eroare |
| 161008.05.01 (Cod LMI: TL-I-s-B-05854)    | Tumulul de la Nalbant / ansamblu anonim (Categorie: descoperire funerară) (Tip: Tumul)                                                                                         | sat Nalbant, comuna Nalbant     |                                                                 |                                   |            |            | Încărcați imagine | Raportați eroare |